# Dick Tracy (seriado)
Dick Tracy é um seriado estadunidense de 1937, em 15 capítulos, produzido pela Republic Pictures, dirigido por Alan James e Ray Taylor e estrelado por Ralph Byrd. Foi baseado na história em quadrinhos Dick Tracy, criada por Chester Gould. Foi o 5º dos 66 seriados produzidos pela Republic, e veiculou nos cinemas estadunidenses a partir de 20 de fevereiro de 1937. Uma versão editada com 73 minutos foi lançada em 27 de dezembro do mesmo ano.

## Sinopse
O inimigo de Dick Tracy nesse seriado é o criminoso e vilão mascarado The Spider/The Lame One (O Coxo) (são usados os dois nomes) e seu Spider Ring. Ao longo de vários crimes, inclusive com o uso das asas voadoras e armas ultrassônicas, tais como o raio da morte transportado por um avião futurístico, para destruir a Ponte São Francisco–Oakland Bay, em San Francisco, Spider captura o irmão de Dick Tracy, Gordon. O ajudante de Spider, Dr. Moloch, realiza uma cirurgia no cérebro de Gordon Tracy, para torná-lo mau, fazendo-o secretamente parte do Spider Ring e colocando irmão contra irmão.

## Elenco

### Elenco principal
- Ralph Byrd … Dick Tracy
- Kay Hughes … Gwen Andrews
- Smiley Burnette … Mike McGurk
- Lee Van Atta … Junior
- John Picorri … Dr Moloch
- Carleton Young … Gordon Tracy (após a cirurgia)
- Fred Hamilton … Steve Lockwood
- Francis X. Bushman … Clive Anderson
- Monte Montague … Clancy Fosse (não-creditado)
- Al Ferguson … John Henderson (não-creditado)
- Bob Reeves ... Oficial (não creditado)

Os membros desse elenco aparecem nos créditos de abertura na exposição "cameo" – com fotos sequenciais de cada ator e o nome (às vezes nome do personagem), sobrepostos na parte inferior da tela - para o primeiro episódio, seguido por uma lista de atores secundários. Capítulos subseqüentes simplesmente listavam as estrelas em uma tela e o elenco de apoio em segundo lugar. Esta abordagem para apresentar o elenco foi utilizada pela Republic a partir de Haunted Harbor, em 1944. Os seriados da Universal Pictures apresentavam uma abordagem semelhante até 1940, só que nos primeiros 3 ou 4 episódios, depois o elenco era de rolagem. Ocasionalmente, um ou dois novos atores eram adicionados. A Columbia Pictures apenas utilizou algumas vezes essa abordagem para apresentar o elenco de suas séries. A Republic, a Universal, a Warner Bros Pictures e alguns independentes também utilizavam tais apresentações em seus filmes B durante os anos 30.

### Elenco secundário
- John Dilson … Ellery Brewster
- Richard Beach … Gordon Tracy (antes da cirurgia)
- Wedgewood Nowell … H. T. Clayton
- Theodore Lorch … Paterno
- Edwin Stanley … Walter Odette
- Harrison Greene … Cloggerstein
- Herbert Weber … Tony Martino
- Buddy Roosevelt … Burke
- George DeNormand … Flynn
- Byron K. Foulger … Kovitch

Os membros do elenco acima aparecem nos créditos de abertura simplesmente em uma lista de nomes.

### Dublês
- George DeNormand … Dick Tracy (dublando Ralph Byrd)
- Loren Riebe (dublando Jack Gardner)

## Produção
Dick Tracy foi orçado em $112,334 dólares, mas seu custo final foi $127,640. foi o mais caro seriado da Republic até S.O.S. Coast Guard, que foi produzido naquele mesmo ano.
Foi filmado entre 30 de novembro e 24 de dezembro de 1936 sob os títulos Adventures of Dick Tracy e The Spider Ring, e foi a produção nº 420.
No seriado, Dick Tracy é um G-Man (abreviatura de Government Man) – uma gíria para os agentes especiais do governo estadunidense – do (FBI) em San Francisco, ao invés de um detetive da polícia do centro-oeste americano, como nas histórias em quadrinhos. A maior parte do elenco de apoio de Dick Tracy e a galeria de vilões também foi substituída, no lugar dos personagens originais. Apesar das mudanças, o criador de Dick Tracy, Chester Gould, aprovou o roteiro.
Foram feitas três sequências para o seriado, Dick Tracy Returns (1938), Dick Tracy's G-Men (1939) e Dick Tracy vs. Crime, Inc. (1941). Elas foram todas permitidas, de acordo com a interpretação do contrato original, o que implicava uma "série ou seriado". Isso significa que o criador de Dick Tracy, Chester Gould, só foi pago pelos direitos de produzir este seriado, mas não para qualquer uma das sequências.
Dick Tracy foi o único seriado de 15 capítulos lançado pela Republic em 1937.

## Lançamento

### Cinemas
A data do lançamento oficial de Dick Tracy' é 20 de fevereiro de 1937, apesar de, atualmente, se considerar essa a data de liberação do sétimo capítulo.
Uma versão editada de 73 minutos foi lançada em 27 de dezembro de 1937.

## Crítica
Cline considera que as séries de Dick Tracy foram "insuperáveis no campo de ação", acrescentando que "em qualquer listagem de seriados realizados depois de 1930, os quatro seriados de aventura de Dick Tracy, da Republic, devem se destacar como clássicos do suspense de detetive, servindo como modelo de muitos outros a seguir". Ele continua, relatando que Ralph Byrd "desempenhou o papel de Dick Tracy ao máximo, dando sua interpretação de forma tão desenfreada, e seu entusiasmo exuberante e a excitação resultante foi contagiante". Byrd se identificou com o personagem após o lançamento desta série. O reencontro no capítulo final entre Dick Tracy e Gordon, quando Gordon está morrendo e retorna a sua memória, é "um dos poucos momentos de drama emocional real já realizados em seriados". Isso somado à qualidade humana de Dick Tracy, que estava presente em ambos os seriados e na história original de  Chester Gould.

## Capítulos
1. The Spider Strikes (29 min 31s)
2. The Bridge of Terror (19 min 11s)
3. The Fur Pirates (20 min 25s)
4. Death Rides the Sky (20 min 49s)
5. Brother Against Brother (19 min 14s)
6. Dangerous Waters (16 min 52s)
7. The Ghost Town Mystery (20 min 11s)
8. Battle in the Clouds (18 min 40s)
9. The Stratosphere Adventure (18 min 00s)
10. The Gold Ship (18 min 28s)
11. Harbor Pursuit (16 min 35s)
12. The Trail of the Spider (17 min 39s)
13. The Fire Trap (16 min 45s)
14. The Devil in White (20 min 35s)
15. Brothers United (16 min 59s)

Fonte: